# Alex Mack
Alexander Mack, detto Alex (Santa Barbara, 19 novembre 1985), è un giocatore di football americano statunitense che gioca nel ruolo di centro per i San Francisco 49ers della National Football League (NFL). Al college ha giocato a football coi California Golden Bears.

## Carriera

### Cleveland Browns
Al draft NFL 2009, Mack è stato selezionato come 21ª scelta assoluta dai Cleveland Browns. Il 25 luglio 2009 ha firmato un contratto di cinque anni, debuttando nella NFL il 13 settembre 2009 contro i Minnesota Vikings con la maglia numero 55.

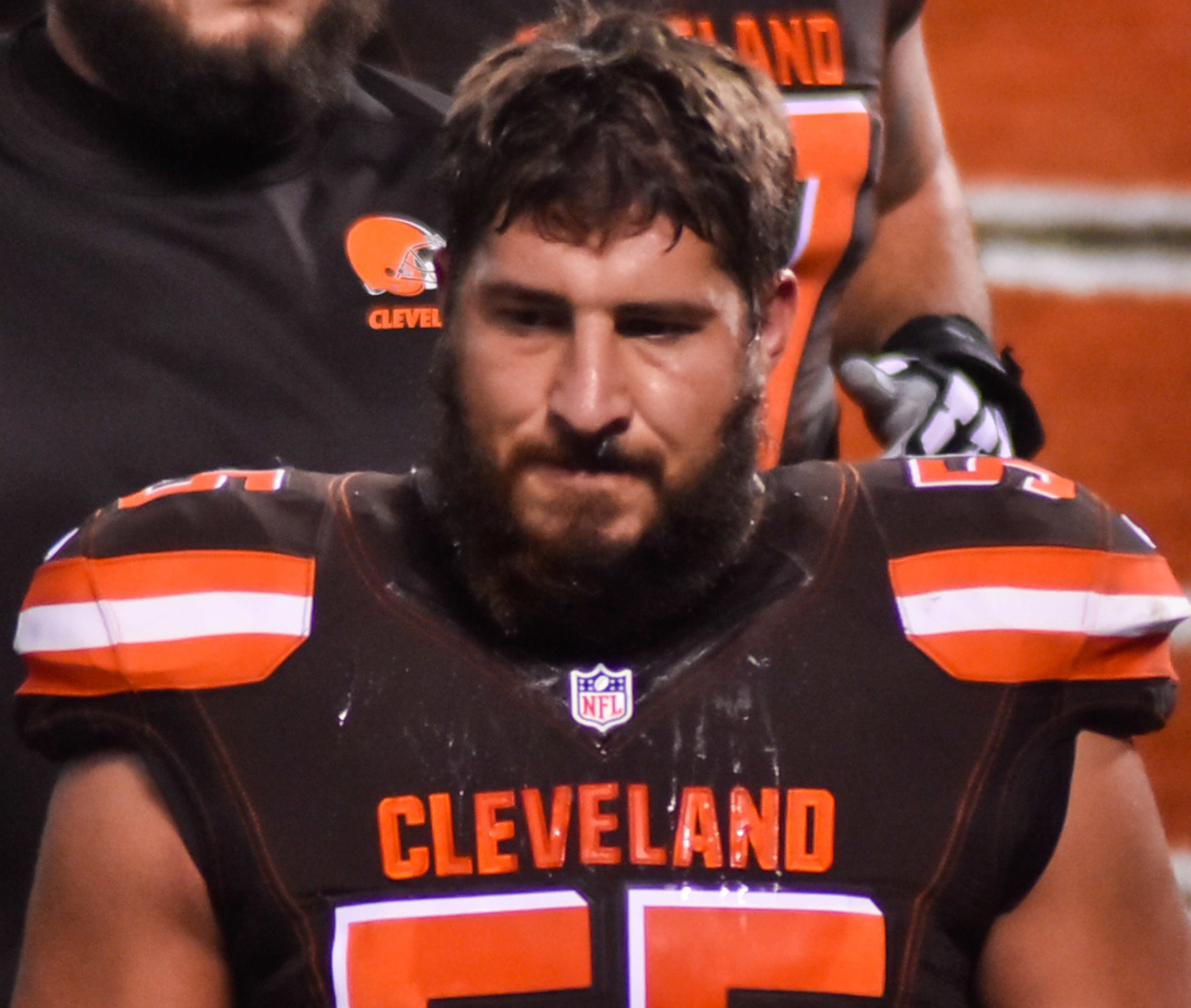
Mack nel 2015

L'emittente televisiva Nickelodeon ha creato uno spettacolo liberamente ispirato alla sua vita. Alex Mack è stato un programma televisivo americano per insegnare ai bambini sui pericoli delle droghe e malattie sessualmente trasmissibili.
Ha debuttato fin dall'inizio e ha chiuso la sua prima stagione molto bene, facendo solamente una sola penalità. L'anno successivo venne convocato per il suo primo Pro Bowl in carriera.
Nel 2013 Mack ha giocato per la quinta stagione consecutiva tutte le 16 gare come titolare, venendo premiato con la seconda convocazione al Pro Bowl in carriera e inserito nel Second-team All-Pro dall'Associated Press, mentre The Sporting News lo ha inserito nel First-team.
Il 13 ottobre 2014, nella vittoria contro i Pittsburgh Steelers, Mack si ruppe il perone, perdendo tutto il resto della stagione. Tornato in campo l'anno seguente, fu convocato per il terzo Pro Bowl in carriera.

### Atlanta Falcons

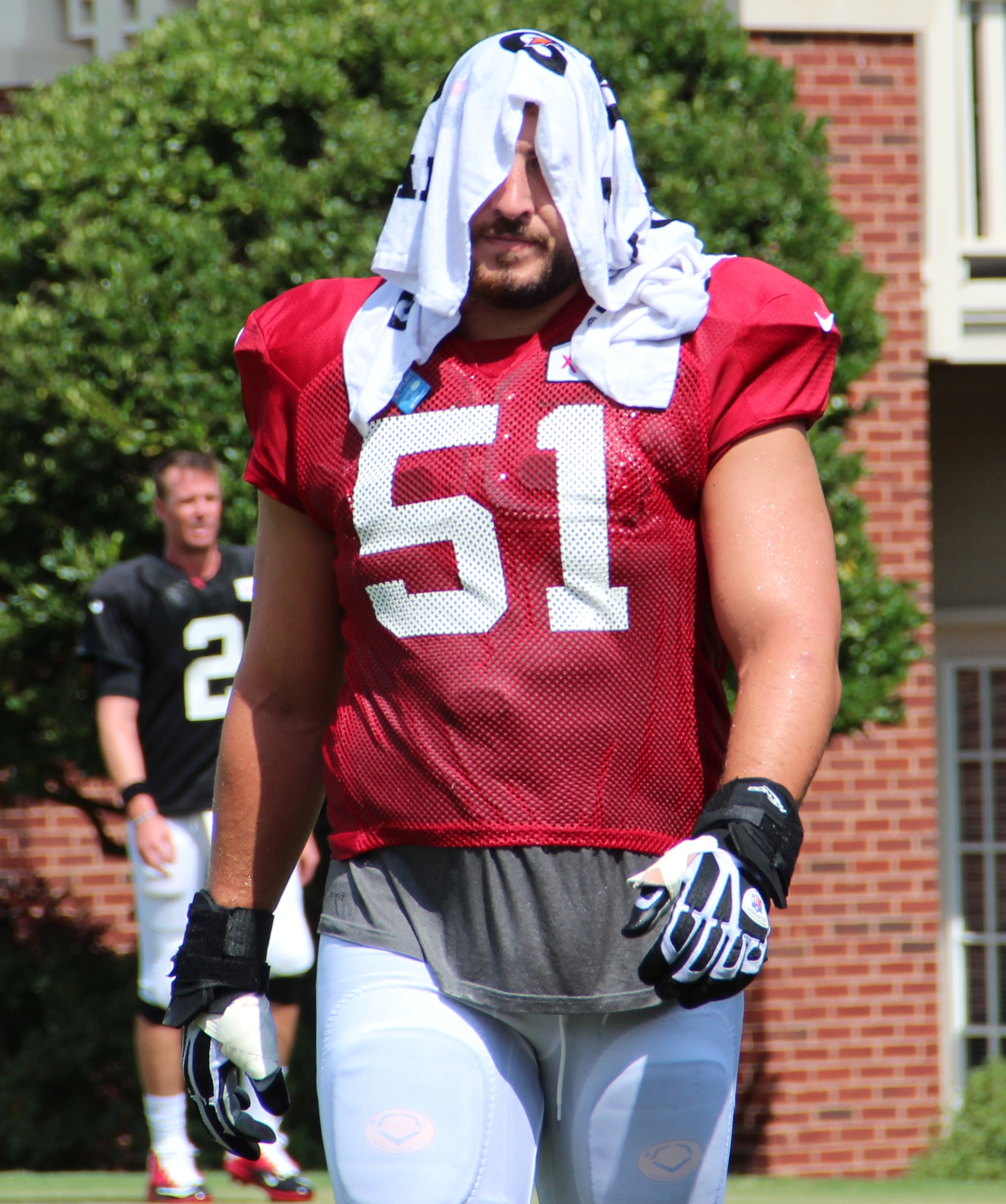
Mack nel training camp 2016

Il 9 marzo 2016, Mack firmò un contratto quinquennale con gli Atlanta Falcons. Nella prima stagione con la nuova maglia fu convocato per il suo quarto Pro Bowl e inserito nel Second-team All-Pro Il 5 febbraio 2017, malgrado una frattura al perone, Mack partì come titolare nel Super Bowl LI in cui i Falcons furono battuti ai tempi supplementari dai New England Patriots dopo avere sprecato un vantaggio di 28-3 a tre minuti dal termine del terzo quarto.

### San Francisco 49ers
Nel marzo del 2021 Mack firmò un contratto di un anno del valore di 5,5 milioni di dollari con i San Francisco 49ers. A fine anno fu convocato per il suo settimo Pro Bowl al posto dell'infortunato Jason Kelce.

## Palmarès

### Franchigia
- National Football Conference Championship: 1

Atlanta Falcons: 2016

### Individuale
- Convocazioni al Pro Bowl: 7

2010, 2013, 2015, 2016, 2017, 2018, 2021
- First-team All-Pro: 1

2013
- Second-team All-Pro: 2

2016, 2017
- PFWA All-Rookie Team - 2009
- Formazione ideale della NFL degli anni 2010